# Distoleon interjectus
Distoleon interjectus is een insect uit de familie van de mierenleeuwen (Myrmeleontidae), die tot de orde netvleugeligen (Neuroptera) behoort. 
Distoleon interjectus is voor het eerst wetenschappelijk beschreven door Navás in 1913.